# Relíquias de Casa Velha

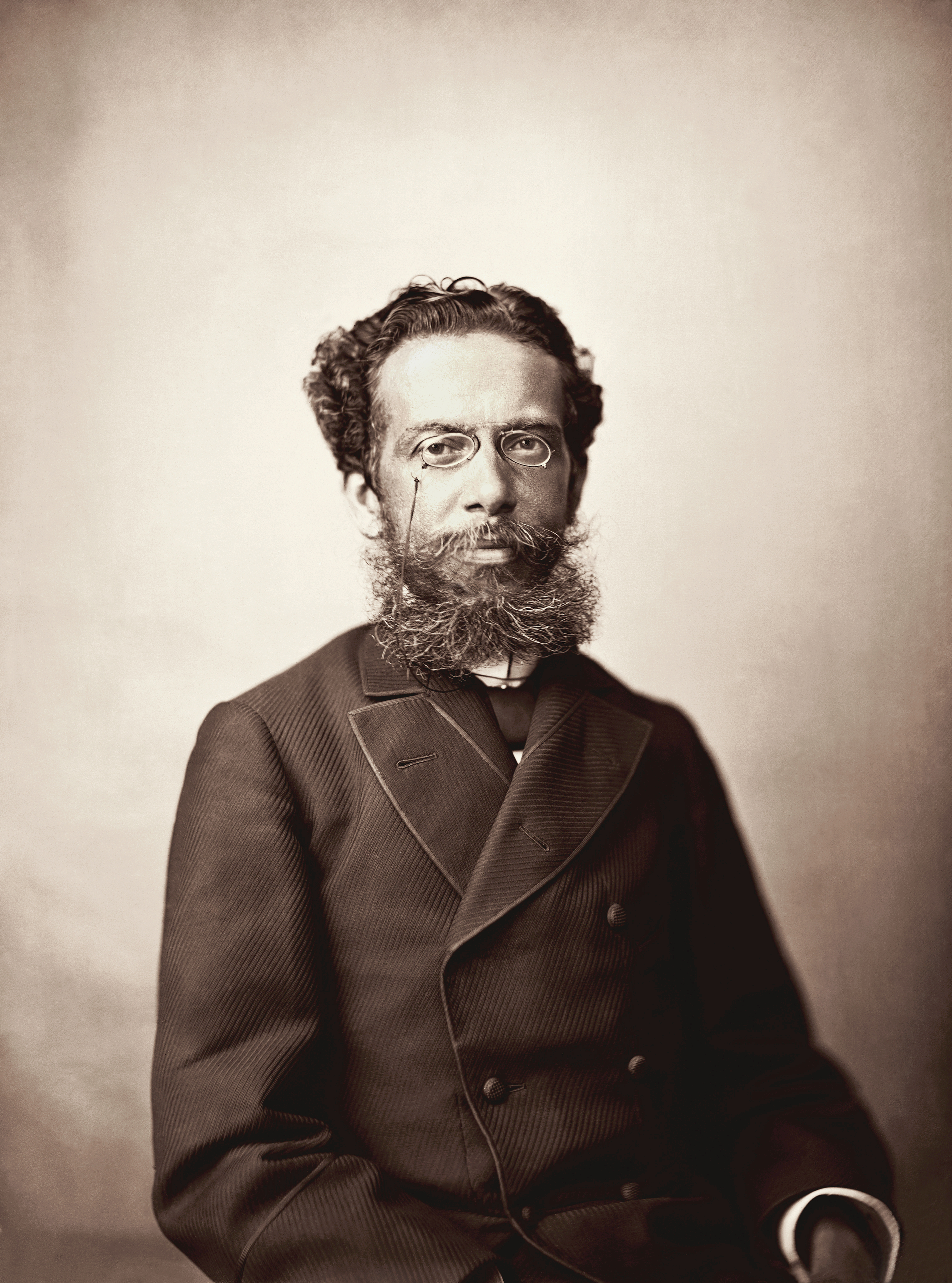
Machado de Assis

Relíquias de Casa Velha é uma coletânea que reúne dezesseis textos de diferentes gêneros – um poema, nove contos, um discurso, três artigos de crítica literária e duas peças teatrais –  do escritor brasileiro Machado de Assis, publicado em 1906. O livro, o penúltimo publicado pelo autor, abre com um soneto em homenagem à sua falecida esposa, A Carolina.
Na advertência que abre o livro, Machado explica o título. “Uma casa tem muita vez as suas relíquias, lembranças de um dia ou de outro, da tristeza que passou, da felicidade que se perdeu. [...] Chama-lhe à minha vida uma casa, dá o nome de relíquias aos inéditos e impressos que aqui vão, ideias, histórias, críticas, diálogos, e verás explicados o livro e o título.” Ou, na explicação de Josué Montello: “A sensação da casa velha, com o pequeno mundo das relíquias de outrora, advinha-lhe do ambiente que o cercava, no retiro de Cosme Velho. Ali, para distrair o tempo, sentindo que a vigília aumentava o sentimento de sua solidão irreparável, andou a juntar as páginas de outrora, que mereceriam a codificação do livro [...]”. Algumas edições do livro, em especial as eletrônicas, incluem apenas os contos, omitindo os demais textos.

## Textos incluídos
DEDICATÓRIA:
1) A Carolina
Soneto em homenagem à esposa, sua companheira por 35 anos, falecida em outubro de 1904. “Poema clássico, de sabor camoniano.” Ocupa a página de dedicatória do livro. Em carta a Joaquim Nabuco pouco depois de perder a esposa, escreveu Machado: “Foi-se a melhor parte de minha vida, e aqui estou só no mundo. […] Tudo me lembra a minha meiga Carolina. Como estou à beira do eterno aposento, não gastarei muito tempo em recordá-la. Irei vê-la, ela me esperará.”
CONTOS:
2) Pai contra Mãe
Conto de crítica à escravidão (mas escrito quase duas décadas após sua abolição) inédito, não publicado antes na imprensa. Além deste, Machado escreveu mais dois contos denunciando a situação degradante dos escravizados: “Mariana” (primeira versão, no Jornal das Famílias de janeiro de 1871) e “O Caso da Vara” (publicado originalmente na Gazeta de Notícias de 1o de fevereiro de 1891 e incluído na coletânea Páginas Recolhidas). “Pai contra mãe é o conto mais citado, e também o mais panfletário, em termos de libelo contra a escravidão [...] notável por ser um conto cujos personagens não pertencem às classes abastadas: são escravos e pessoas modestas.”
Daniel Piza, em seu Machado de Assis: Um Gênio Brasileiro, assim resume o conto: “É um conto sobre um homem cujo ofício é apanhar escravos fugidos, Candinho. Ele se casa com Clara, ela engravida e protesta contra a instabilidade das remunerações do marido. O filho nasce, os negócios do pai cada vez piores. Candinho então vai atrás de uma mulata fugida, Arminda, para ganhar o prêmio de 100 mil-réis. Quando a apanha, ela conta estar grávida e, na luta com Candinho, termina abortando. Mas o olhar psicológico de Machado é que está no comando: até então Candinho cogitava deixar o filho na roda dos enjeitados; a partir daquela situação, sente “fúria de amor” pelo filho e arranja para si um emplasto moral: “Nem todas as crianças vingam'.”
“É o contraste entre esse amor carinhoso de pai, querendo salvar o filho e essa ferocidade de homem vendo, sem pena, uma pobre escrava perder o seu, que faz o que há de pungente no conto.” Daí o título: o pai, Candinho, contra a mãe, Arminda. 
</ref>
TRECHO: "Ora, pegar escravos fugidos era um ofício do tempo. Não seria nobre, mas por ser instrumento da força com que se mantêm a lei e a propriedade, trazia esta outra nobreza implícita das ações reivindicadoras."
3) Maria Cora
Conto longo, em seis capítulos, publicado originalmente na revista A Estação entre 15/1 e 31/3/1898 com o título “Relógio Parado”, mas que sofreu modificações ao ser transposto para o livro. História de um homem até então celibatário que se apaixona por uma gaúcha, “morena, robusta, vinte e oito a trinta anos, vestida de escuro”, e para provar seu amor (e também tentar matar o marido de quem ela estava separada), larga seu conforto e vai lutar na Revolução Federalista no Rio Grande do Sul. Em seu desenrolar – o celibato dando lugar à paixão exacerbada, a ida ao campo de batalha como prova de amor, o assassinato frio sob o manto da luta por uma causa – o conto poderia se enquadrar na estética romântica da primeira fase de Machado (como o autor dá a entender no próprio trecho abaixo), mas não no desenlace.
TRECHO: Estávamos em pleno romantismo. Quando eu nasci, os meus não acreditavam em outras provas de amor, e minha mãe contava-me os romances em versos de cavaleiros andantes que iam à Terra Santa libertar o sepulcro de Cristo por amor da fé e da sua dama. Estávamos em pleno romantismo.
4) Marcha Fúnebre
Conto inédito, não publicado antes na imprensa. Aborda o tema da morte, sob o prisma psicológico e filosófico. Depois de saber que um político rival morreu após longa doença do coração e deparar na rua, ao voltar para casa, com um transeunte que “morreu de repente”, o deputado Cordovil fica obcecado com o tema da morte, e passa a noite em claro. Mas acaba morrendo “muitos anos depois”, e Machado encerra o conto com a metáfora do “vinho” filtrado, “ que sai impuro de uma garrafa para entrar purificado em outra”, apenas a borra indo para o cemitério. “A ideia do vinho e da garrafa, conteúdo e continente, da passagem de uma garrafa velha para uma garrafa nova, seria exatamente a metáfora que um espírita usaria para a saída do perispírito do corpo, ou que um católico chamaria de passagem do corpo mortal para o corpo glorioso.”“Será que um cético como Machado de Assis poderia acreditar na vida após a morte?” Depois do falecimento da esposa, parece que sim, como se depreende também da carta a Joaquim Nabuco citada no item 1) acima.
“Em resumo, Machado de Assis usa a história de Rui para refletir sobre a natureza da morte e como a nossa percepção sobre ela pode mudar ao longo da vida. A morte deixa de ser vista como um fim trágico e passa a ser vista como uma passagem para um estado de purificação.”
TRECHO: Quando veio a falecer, muitos anos depois, pediu e teve a morte, não súbita, mas vagarosa, a morte de um vinho filtrado, que sai impuro de uma garrafa para entrar purificado em outra; a borra iria para o cemitério
5) Um Capitão de Voluntários
Conto sobre a traição (dupla, pelo amigo e pela companheira) inédito, não publicado antes na imprensa. “Em 'Um capitão de voluntários', a personagem feminina, Maria, 'que era um modelo de graças finas, toda vida, toda movimento', é também uma mulher sensualíssima e, como a Genoveva de 'Noite de almirante' (Histórias sem data, de 1884), é completamente amoral.” O conto começa com o narrador falando sobre uma carta do personagem Simão de Castro sobre um caso de amor efêmero que teve no passado com a companheira (Maria) de um amigo (X..., cujo nome, Emílio, só é revelado ao final). X... vivia maritalmente com Maria, sem serem casados. A partir do segundo parágrafo, o narrador cede lugar à carta, em primeira pessoa, que narra os detalhes daquele caso de traição e seu desenlace, em que o amigo, desiludido, alista-se como “capitão de voluntários” na Guerra do Paraguai, daí o título do conto.
TRECHO: Sentíamos ambos que traíamos, eu, o meu amigo, ela, o seu amigo e protetor. 
6) Suje-se Gordo!
Conto inédito, não publicado antes na imprensa, sobre o preceito bíblico “Não julgueis para não serdes julgados”. No terraço do Teatro de São Pedro de Alcântara (no local do atual Teatro João Caetano), num dos intervalos de uma peça teatral, um amigo conta para o narrador suas duas experiências como jurado no tribunal. Na primeira estava sendo julgado um réu que furtou uma quantia pequena por uma necessidade urgente. O amigo votou pela absolvição, mas o réu foi condenado. Um dos jurados comentou: “Tudo por uma miséria, duzentos mil-réis! Suje-se gordo! Quer sujar-se? Suje-se gordo!”, ou seja, se for para sujar seu nome, não o faça por uma miséria, e sim por uma quantia vultosa, “gorda”. Na segunda vez, por uma coincidência, o réu era aquele jurado que fez o comentário, e estava sendo julgado por um desvio de uma grande quantia de um banco. Desta vez, o amigo votou pela condenação do réu, mas este foi absolvido.
TRECHO: Vi que não era um ladrão reles, um ladrão de nada, sim de grande valor. O verbo é que definia duramente a ação: "Suje-se gordo!" Queria dizer que o homem não se devia levar a um ato daquela espécie sem a grossura da soma. A ninguém cabia sujar-se por quatro patacas. Quer sujar-se? Suje-se gordo!
7) Umas Férias
Conto inédito, não publicado antes na imprensa. À semelhança do “Conto de Escola", é narrado da perspectiva de uma criança. “Conto excepcional na Literatura Brasileira, já que entrega a um menino a narrativa sobre um momento dramático de sua vida familiar.” O narrador, uma criança que “gostava de folgar, não gostava de aprender”, fica feliz quando o tio Zeca vem pegá-lo na escola, bem no meio da aula. Depois apanham também a irmã Felícia. O casal de irmãos fica na expectativa de algo bom, tipo uma festa. O menino se decepciona (tanto quanto se entristece) ao descobrir a razão, o falecimento do pai, e se no início ficou feliz por achar que teria umas pequenas férias, no final se alivia quando enfim retorna à escola.
TRECHO: – Meus filhos, vosso pai morreu!
8) Evolução
Conto sobre “dois conhecidos às voltas com questões políticas e do desenvolvimento do Brasil” publicado originalmente na Gazeta de Notícias de 24 de junho de 1884. O empresário de estradas de ferro Inácio e o político Benedito travam conhecimento numa viagem para Vassouras. Conversam sobre o progresso proporcionado pelas estradas de ferro, e a certa altura Inácio observa que o Brasil está engatinhando e só começará a andar quando tiver muitas estradas de ferro. Tempos depois, ao se encontrarem em Paris, Benedito cita a frase, mas como se fosse dos dois: “Lembra-se do que nós dizíamos na diligência de Vassouras? O Brasil está engatinhando; só andará com estradas de ferro.” No final do conto, Benedito apropriou-se da frase, como se fosse dele. “Evolução” neste conto tem dois sentidos: 1) o sentido de progresso material (“precisamos desenvolver as forças vivas do país, os seus grandes recursos”); 2) o sentido do fenômeno psicológico da evolução da ideia de Inácio que acaba migrando para a cabeça de Benedito. Também no romance Quincas Borba (cap. XXI) ocorre uma conversa dentro do trem, após a estação de Vassouras, sobre o progresso das estradas de ferro.
TRECHO: Eu comparo o Brasil a uma criança que está engatinhando; só começará a andar quando tiver muitas estradas de ferro.
9) Pílades e Orestes
Conto sobre a amizade publicado originalmente no Almanaque Brasileiro Garnier de 1903. Quintanilha e Gonçalves são amigos tão inseparáveis quanto os personagens da mitologia grega Pílades e Orestes. Quando Quintanilha se apaixona pela prima Camila e descobre que Gonçalves também gosta dela, abre mão da moça a favor do amigo. Termina morrendo vítima de uma “bala revoltosa”, ou seja, uma bala perdida da Revolta da Armada. Há quem veja nesta história uma alusão velada (não implícita) ao homossexualismo.
TRECHO: A união dos dous era tal que uma senhora chamava-lhes os "casadinhos de fresco" [recém-casados], e um letrado, Pílades e Orestes.
10) Anedota do Cabriolet
Conto publicado originalmente no Almanaque Brasileiro Garnier de 1905. “Anedota' não no sentido atual de 'piada', mas de 'historieta'.” “Cabriolet” (palavra francesa cuja forma aportuguesada é “cabriolé”) designa “uma carruagem pequena, leve e rápida, de duas rodas, capota móvel, e movida por um cavalo apenas”. O conto faz referência também a dois outros veículos de tração animal então existentes na cidade: o cab (Hanson cab, adaptação do cabriolet para carro de praça) e o tilbury (tílburi), que segundo o autor circulará na cidade até o “fim dos tempos” (previsão esta que não se concretizou). Um cabriolet vem apanhar um padre e o sacristão para ministrarem os sacramentos a dois moribundos, Pedrinho e Anunciada, hospedados em casa do comendador Brito. O sacristão (João das Mercês), um bisbilhoteiro que conhece de cor a vida de todos os párocos, fica curioso em descobrir quem são essas duas pessoas. Descobre que vieram de Campinas para se casarem no Rio de Janeiro, onde uma parenta revelou que eram irmãos por parte da mãe. Fugiram num cabriolet, foram capturados, contraíram uma febre e acabaram morrendo. O sacristão descobre que o cabriolet que veio pegar a ele e o padre na igreja foi o mesmo em que fugiu o casal de meios-irmãos, daí o título do conto.
TRECHO: Não, não eram parentes, respondeu Brito; eram amigos de um sobrinho que vivia em Campinas; uma história terrível... Os olhos de João das Mercês escutaram arregaladamente estas duas palavras, e disseram, sem falar, que viriam ouvir o resto – talvez naquela mesma noite. 
PÁGINAS CRÍTICAS E COMEMORATIVAS:
11) Gonçalves Dias. Discurso lido na inauguração do busto de Gonçalves Dias, no Passeio Público, em 2/6/1901. O discurso foi transcrito na imprensa no dia seguinte.
12) Um Livro. Artigo de crítica literária sobre a obra Cenas da Vida Amazônica, de José Veríssimo, publicado na Gazeta de Notícias de 11/6/1899.
13) Eduardo Prado. Artigo de crítica literária publicado em O Comércio de São Paulo (30/9/1901) por ocasião da morte do escritor e jornalista Eduardo Prado.
14) Antônio José. Artigo de crítica literária sobre o escritor Antônio José, o Judeu publicado originalmente na Revista Brasileira d 15/7/1879 com o título “Antônio José e Molière”.
PEÇAS TEATRAIS:
15) Não consultes médico. Comédia publicada na Revista Brasileira de dezembro de 1896. “O enredo gira em torno de um rapaz, Cavalcante, e uma moça, Carlota, que sofreram decepções amorosas e têm dificuldades em superá-las.” Medeiros e Albuquerque, para quem as peças teatrais de Machado se prestam mais a serem lidas “como simples contos dialogados” do que representadas, escreve sobre esta peça: “Assim, há na comédia Não consultes médico, um romântico apaixonado, que queria, por um amor mal correspondido ser frade; mas se desapaixona e se reapaixona em meia dúzia de instantes.”
16) Lição de Botânica. Comédia inédita escrita em 1905. Última incursão de Machado no teatro. “Machado constrói a pequena trama de sua melhor comédia com delicadeza e mão de mestre.” Escreve Medeiros e Albuquerque sobre a peça: “Lido – o caso é divertido. […] Representando, creio que deve dar a impressão de uma cena de doidos [...]”